# Weslley Silva Santos Rodrigues
Weslley Silva Santos Rodrigues, auch bekannt als Weslley (* 16. Januar 1992 in Salvador) ist ein brasilianischer Fußballspieler.

## Karriere
Weslley erlernte das Fußballspielen in den brasilianischen Jugendmannschaften vom Cruzeiro EC, Tupi FC und dem Montes Claros FC. 2013 stand er beim Sertãozinho FC in Sertãozinho unter Vertrag. Mitte 2013 verließ er sein Heimatland und wechselte nach Asien. Hier unterschrieb er in Japan einen Vertrag beim SC Sagamihara in Sagamihara. Anfang 2015 nahm ihn der Zweitligist Tokyo Verdy für zwei Jahre unter Vertrag. Für den Zweitligisten stand er 23-mal in der zweiten Liga auf dem Spielfeld. Nach Vertragsende kehrte er nach Brasilien zurück. Hier spielte er bis Ende 2018 für die Vereine Anápolis FC, AD Jequié und Galícia EC. 2019 zog es ihn wieder nach Japan. In Iwaki unterschrieb er einen Vertrag beim Fünftligisten Iwaki FC. Ende 2019 wurde er mit dem Verein Meister der Tohoku Soccer League Division 1 und stieg in die vierte Liga auf. Im März 2021 unterschrieb der Brasilianer einen Vertrag beim Drittligisten Kagoshima United FC. Hier stand er drei Spielzeiten unter Vertrag. Für den Drittligisten bestritt er 32 Ligaspiele. Im Januar 2024 kehrte er nach Brasilien zurück. Hier spielte er für die Vereine Falcon FC, Barcelona FC und AA Anapolina.

## Erfolge
Iwaki FC
- Tohoku Soccer League Division 1: 2019  ▲